# Dale Spalding
Dale Spalding je americký zpěvák, multiinstrumentalista a hudební skladatel. Vyrůstal jako jeden ze čtyř dětí v Downey ve státě Kalifornie. V roce 1969 se přestěhoval do San Francisca. V roce 2000 se spřátelil s Poncho Sanchezem. V roce 2008 se stal členem skupiny Canned Heat.

## Diskografie
Sólové album
- One by One (2008)

Robert Kyle
- Blue Winds (2000)

Poncho Sanchez
- Latin Spirits (2001)
- Out of Sight! (2003)[3]

Ruthie Foster
- The Phenomenal Ruthie Foster (2007)